# John Herbert (lekkoatleta)
John Alun Adolphus Herbert (ur. 20 kwietnia 1962 w Nottingham) – brytyjski lekkoatleta i bobsleista. Jeden z niewielu sportowców, którzy uczestniczyli zarówno w letnich, jak i zimowych igrzyskach olimpijskich.

## Kariera sportowa
Na igrzyskach Wspólnoty Narodów reprezentował Anglię, a na pozostałych dużych imprezach międzynarodowych Wielką Brytanię.
Jako lekkoatleta specjalizował się w trójskoku. Zajął 4. miejsce w skoku w dal i 9. miejsce w trójskoku na mistrzostwach Europy juniorów w 1981 w Utrechcie.
Odpadł w kwalifikacjach trójskoku na mistrzostwach Europy w 1982 w Atenach. Zajął 4. miejsce w skoku w dal i 5. miejsce w trójskoku na igrzyskach Wspólnoty Narodów w 1982 w Brisbane. Zdobył brązowy medal w trójskoku na uniwersjadzie w 1983 w Edmonton. Odpadł w kwalifikacjach tej konkurencji na mistrzostwach świata w 1983 w Helsinkach. Na halowych mistrzostwach Europy w 1984 w Göteborgu zajął 6. miejsce w trójskoku, a na igrzyskach olimpijskich w 1984 w Los Angeles 10. miejsce. Ponownie zdobył brązowy medal na uniwersjadzie w 1985 w Kobe.
Zwyciężył w trójskoku na igrzyskach Wspólnoty Narodów w 1986 w Edynburgu, wyprzedzając swego kolegę z reprezentacji Anglii Mike’a Makina i Petera Beamesa z Australii. Odpadł w kwalifikacjach na mistrzostwach Europy w 1986 w Stuttgarcie. Zajął 5. miejsce na halowych mistrzostwach Europy w 1988 w Budapeszcie. Odpadł w kwalifikacjach na igrzyskach olimpijskich w 1988 w Seulu. Zajął 8. miejsce w trójskoku na halowych mistrzostwach świata w 1989 w Budapeszcie, 4. miejsce na igrzyskach Wspólnoty Narodów w 1990 w Auckland i 9. miejsce na mistrzostwach Europy w 1990 w Splicie, a na mistrzostwach świata w 1991 w Tokio. 
Herbert był mistrzem Wielkiej Brytanii (AAA) w trójskoku w 1988 i 1990, wicemistrzem w 1982 i 1987 oraz brązowym medalistą w tej konkurencji w 1985 i 1992, a w skoku w dal wicemistrzem w 1982 oraz brązowym medalistą w 1984 i 1985. W hali był mistrzem w trójskoku w 1995 oraz wicemistrzem w 1982 i 1984. Był również mistrzem UK Championships w skoku w dal w 1982 i wicemistrzem w tej konkurencji w 1980, a w trójskoku mistrzem w 1986, wicemistrzem w 1983 oraz brązowym medalistą w 1982 i 1984.
Od 1993 startował w bobslejach. Wystąpił w konkurencji czwórek (w składzie: Sean Olsson, Herbert, Dean Ward i Paul Field) na zimowych igrzyskach olimpijskich w 1994 w Lillehammer, zajmując 8. miejsce.

## Rekordy życiowe
Rekordy życiowe Herberta:
- skok w dal – 7,74 m (18 lipca 1985, Londyn)
- skok w dal (hala) – 7,66 m (24 stycznia 1988, Londyn)
- trójskok – 17,41 m (2 września 1985, Kobe)
- trójskok (hala) – 16,87 m (6 marca 1988, Budapeszt)